# Solbus B9,5
Solbus B 9,5 − autobus miejski produkowany od września 2003 do marca 2007 przez Fabrykę Autobusów „Solbus” w Solcu Kujawskim na licencji czeskiej firmy SOR Libchavy.

## Historia modelu
„Solbus B 9,5” to pierwszy autobus miejski firmy „Solbus”. W latach 2003–2006 sprzedano w Polsce 62 sztuki tych autobusów. W III kwartale 2005 roku rozpoczęto produkcję tego modelu ze zmodernizowaną ścianą przednią, zrywającą ze stylistyką identyczną jak w czeskim odpowiedniku. Pojazd ten produkowany był do 31 marca 2007, kiedy to weszło w życie wypowiedzenie umowy licencyjnej na wszystkie modele firmy „SOR”. W trakcie produkcji był modyfikowany przez fabryczne biuro konstrukcyjne. W ramach umowy licencyjnej z firmą SOR Libchavy stosowano w nim wiele podzespołów kupowanych za pośrednictwem czeskiej firmy.
Począwszy od 2006 roku powstawały równolegle własne niskowejściowe modele „Solbus Solcity 11 SN11” w odmianie miejskiej (z literą „M” na końcu nazwy) oraz lokalnej (z literą „L”). Stały się one następcą modelu „Solbus B 9,5”.